# Kim U-gil
Kim U-gil (in chosŏn'gŭl: 김우길; 17 ottobre 1949) è un ex pugile nordcoreano.

## Palmarès

### Olimpiadi
- 1 medaglia:
  - 1 argento (Monaco di Baviera 1972 nei pesi mosca leggeri)